# Пуночки
Пуночки (лат. Plectrophenax) — род воробьиных птиц из семейства подорожниковых (Calcariidae).

## Описание
К роду относятся мелкие птицы  с длинными крыльями. Телосложение обычно плотное. В окраске оперения представителей рода преобладают белые цвета. Клюв небольшой, в целом не длиннее половины головы. Роговое нёбо с 3 валиками. Ноздри и бока основания клюва прикрыты густыми пучками перышек. Подклювье более массивное, чем надклювья. Крылья прикрывают собой по как минимум 2/3 хвоста в сложенном состоянии. Вершины крыльев острые, образованные первыми 3 маховыми перьями. Хвост короче крыла, является широким, с закругленным выемчатым концом. Оперение длинное и очень густое, мягкое, плотно не прилегает к телу.
Птицы населяют преимущественно высокие широты, встречаясь также южнее полярного круга на морском побережье и в альпийском поясе. Зимой кочуют на юг. Гнездятся в укрытиях. Яйца имеют пятнистую окраску.

## Классификация
В род включают 2 вида:
- Plectrophenax hyperboreus Ridgway, 1884 — Полярная пуночка[1]
- Plectrophenax nivalis (Linnaeus, 1758) — Пуночка

Полярная пуночка иногда считается подвидом обыкновенной пуночки и, по сообщениям, является примером гибридизации двух видов. Однако, исследование 2007 года выявило существенные различия в оперении юных особей двух видов, подтвердив их отличие друг от друга.